# Гофф, Фил
Фил Гофф (англ. Phil Goff, род. 22 июня 1953, Окленд) — новозеландский политик и дипломат. В настоящее время он является Верховным комиссаром Новой Зеландии в Соединенном Королевстве с 2023 года. Он был членом парламента Новой Зеландии с 1981 по 1990 год и снова с 1993 по 2016 год. Он был лидером Лейбористской партии и лидером оппозиции между 11 ноября 2008 г. и 13 декабря 2011 г.
Во время Пятого лейбористского правительства, находившегося у власти с 1999 по 2008 год, Гофф был старшим министром в ряде портфелей, включая министра юстиции, министра иностранных дел и торговли, министра обороны и помощника министра финансов.
Гофф был избран мэром Окленда в 2016 году и отбыл два срока, прежде чем уйти в отставку в 2022 году.

## Биография
Гофф родился и вырос в Окленде. Его семья была очень бедной, и его отец хотел, чтобы Гофф начал работать сразу после окончания средней школы. Однако Гофф хотел поступить в университет, и это решение заставило его покинуть дом, когда ему было всего шестнадцать лет. Работая в Westfield Freezing Works и в качестве уборщика, Гофф смог финансировать себя через университет, получив степень магистра (с отличием) в области политических исследований в Оклендском университете. В 1973 году он был старшим научным сотрудником в области политических исследований, а также получил премию Баттерворта в области права. Во время получения степени магистра он читал лекции по политическим исследованиям. После своего зарубежного опыта в Европе Гофф вернулся в Новую Зеландию, где стал организатором профсоюза страховых работников.
Гофф вступил в Лейбористскую партию в 1969 году, в том же году, когда он уехал из дома, и занимал ряд административных должностей в партии. Он был председателем Рабочего молодёжного движения и дважды избирался членом национального совета Лейбористской партии. Гофф также был председателем кампании Эдди Исби в электорате Папатоэто.
22 ноября 2015 года Гофф объявил, что будет баллотироваться на пост мэра Окленда на выборах мэра 2016 года. 8 октября 2016 года Фил Гофф победил на выборах, став вторым мэром Совета Окленда.
14 февраля 2022 года Гофф объявил, что не будет добиваться переизбрания на третий срок на пост мэра Окленда в сентябре 2022 года, заявив, что намерен уйти в отставку после 41 года в политике. Он заявил, что пришло время передать эстафету новому поколению, и поддержал Эфесо Коллинза на пост мэра.

## Личная жизнь
Фил Гофф женат на Мэри Эллен Гофф, с которой он познакомился в 1971 году и женился в 1979 году. У них трое взрослых детей.